# アルフレート・フォン・ザクセン＝コーブルク・ウント・ゴータ
アルフレート・フォン・ザクセン＝コーブルク・ウント・ゴータ（ドイツ語: Alfred von Sachsen-Coburg und Gotha, 1874年10月15日 - 1899年2月6日）は、ドイツのザクセン＝コーブルク＝ゴータ公国の公世子。またイギリス王族としてエディンバラ公爵位の相続予定者だった。英語名はアルフレッド・オブ・エディンバラ（Alfred of Edinburgh）。

## 生涯

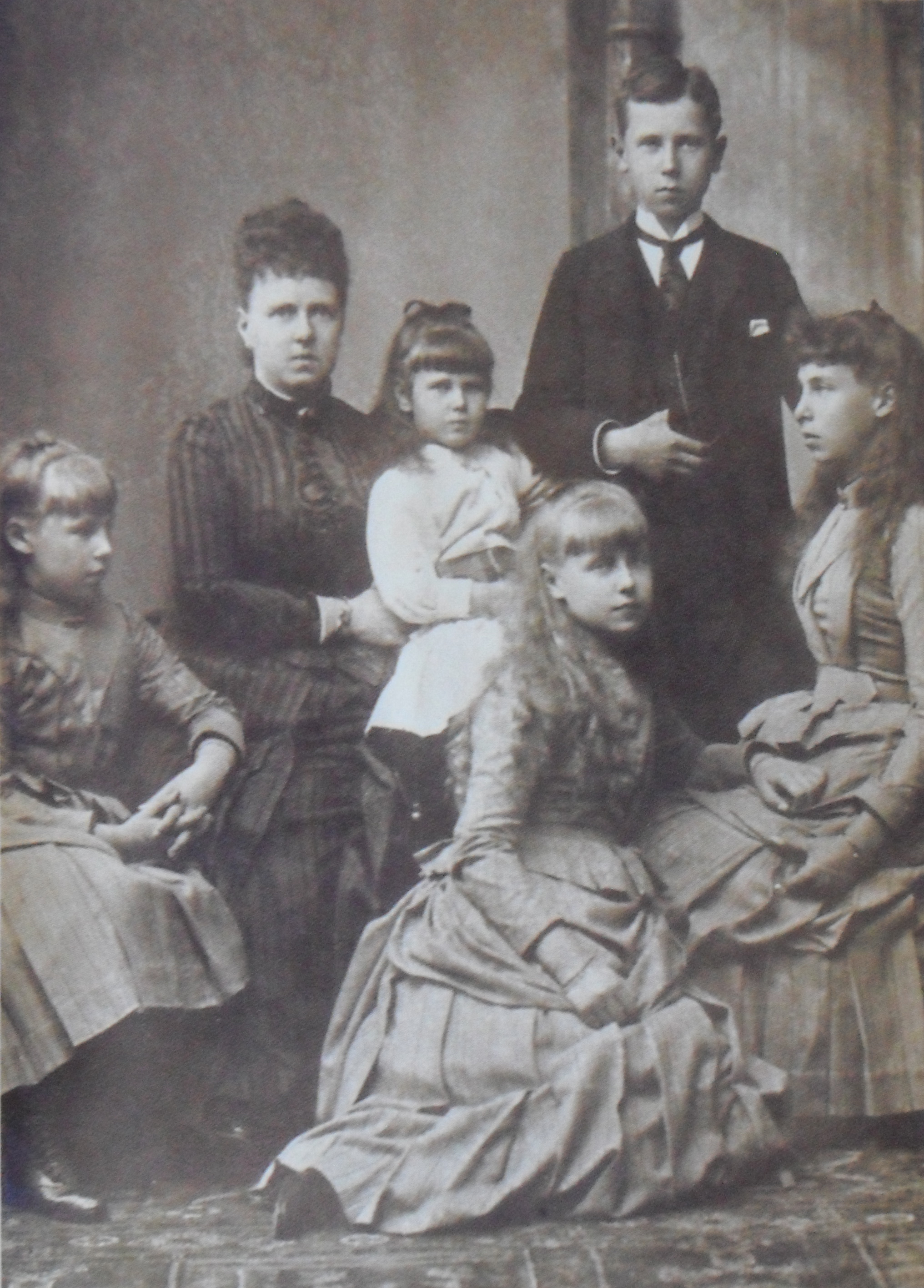
アルフレッドと母および4人の妹たち

1874年10月15日、エディンバラ公アルフレッド（ヴィクトリア女王の次男）とその夫人マリヤ・アレクサンドロヴナ（ロシア皇帝アレクサンドル2世の次女）の間の長男（第1子）として生まれた。11月27日にバッキンガム宮殿の一室で、カンタベリー大主教アーチボルト・テートにより洗礼を受けた。洗礼の代父母にはヴィクトリア女王（祖母）、アレクサンドル2世（祖父）、ドイツ皇帝ヴィルヘルム1世（曾祖叔父）、ドイツ皇太子妃ヴィクトリア（伯母）、ザクセン＝コーブルク＝ゴータ公エルンスト2世（大伯父）、ウェールズ公エドワード（伯父）が名を連ねた。
少年時代はクラレンス・ハウスで暮らした。アルフレッドは才能豊かだが非常に繊細な少年だった。父がザクセン＝コーブルク公爵家の家督を継ぐことが決まっていたこともあり、アルフレッドは家庭教師のヴィルヘルム・ロルフス博士から厳格なドイツ式教育を受けた。ロルフスはアルフレッドの自尊心を傷つけるのを好んだ。アルフレッドは妹たちとは引き離されて育てられ、海軍軍人として常に不在がちな父とも疎遠だった。傲慢で冷たい性格の母は、家庭教師による息子の教育方針を支持した。アルフレッドの少年時代は家庭的な温かみとは無縁のものだった。
1893年に父がザクセン＝コーブルク公爵家の家督を継ぐと、家族とともにコーブルクのローゼナウ城に移った。後にポツダム駐屯のプロイセン軍第1近衛歩兵連隊所属の少尉に任官したが、軍務への熱意は示さなかった。公世子となって間もなく、アルフレートは母方の又従妹にあたるヴュルテンベルク公女エルザ（母の従妹ヴェラ・コンスタンチノヴナ大公女の長女）と婚約し、1895年1月28日付の英国王室行事日報にも2人の婚約記事が掲載された。しかし婚約は後に破棄された。
アルフレートはポツダムでの不品行のために梅毒に罹り、1899年1月22日に行われた両親の銀婚式の記念式典にも出席できないほど症状が進行し、麻痺性痴呆が始まっていた。この式典の最中に1人になったアルフレートは拳銃で自殺を図り、重傷を負ってゴータのフリーデンシュタイン城に運び込まれた。1月25日、療養のためにメランのマルティンブルン療養所に移送されたものの、2月6日に24歳で死去した。翌1900年に父が死去すると、ザクセン＝コーブルク＝ゴータ公位は従弟のオールバニ公チャールズ・エドワードに移った。
当時、死因については新聞などには腫瘍のためと発表され、遺族の回想録などによる証言でも病因による衰弱と示唆されるに留まっていた。他方、拳銃自殺の理由として、アイルランド貴族の第4代リンスター公爵チャールズ・フィッツジェラルドの孫娘メイベルと1898年に秘密結婚したことで、母親を始め家族に猛反対されたためだとする説も存在する。この説にはそれを裏付ける資料も客観的な信憑性もないが、一部の伝記作家に加えて、現在のコーブルク公爵家の公式見解もこの説を支持している。